# Christa Spielberg
Christa Spielberg (República Democrática Alemana, 21 de diciembre de 1941) fue una atleta alemana especializada en la prueba de lanzamiento de disco, en la que consiguió ser campeona europea en 1966.

## Carrera deportiva
En el Campeonato Europeo de Atletismo de 1966 ganó la medalla de oro en el lanzamiento de disco, llegando hasta los 57.76 metros que fue récord de los campeonatos, superando a las también alemanas Liesel Westermann y Anita Hentschel (bronce con 56.80 m).